# 황호열
황호열(黃浩烈, 1959년 7월 4일, 전라북도 익산시 ~ )은 대한민국의 제6·7대 전라북도 익산시의원이었다.

## 학력
- 이리국민학교 졸업
- 중학교 졸업 검정고시 합격
- 고등학교 졸업 검정고시 합격
- 벽성대학 졸업
- 원광대학교 경영학과 졸업

## 경력
- 어양동 주민자치위원장
- 익산시 마한로타리클럽 5대 회장
- 생활체육 익산시 축구협회 부회장
- 이리동초등학교 운영위원장
- 익산한벌초등학교 운영위원장
- 민주당 전라북도 익산시 을 지역위원회 조직위원장
- 익산초등학교 운영위원장
- 2008 전라북도의회 후보
- 2012.12 ~ 2014.06 제6대 전라북도 익산시의회 의원
- 2012.12 ~ 2014.06 제6대 전라북도 익산시의회 후반기 의회운영위원회 위원
- 2012.12 ~ 2014.06 제6대 전라북도 익산시의회 후반기 산업건설위원회 위원
- 2012.12 ~ 2014.06 제6대 전라북도 익산시의회 후반기 예산결산특별위원회 위원
- 2014.07 ~ 2016.07 제7대 전라북도 익산시의회 의원
- 2014.07 ~ 2016.07 제7대 전라북도 익산시의회 전반기 산업건설위원회 위원장
- 2016.07 ~ 2018.06 제7대 전라북도 익산시의회 후반기 기획행정위원회 위원
- 2016.07 ~ 2018.06 제7대 전라북도 익산시의회 후반기 예산결산특별위원회 위원

## 수상
- 2015 대한민국 유권자 대상
- 2015 전북 의정 봉사상

## 역대 선거 결과
|  | 27.21% |

|  | 6.07% |

|  | 37.37% |

|  | 18.12% |

|  | 83.85% |

|  | 30.43% |

|  | 8.37% |